# Abdullah bin Hamad Al Khalifa
Abdullah bin Hamad Al Khalifa (in arabo: عبد الله بن حمد آل خليفة; Riffa, 30 giugno 1975) è uno sceicco bahreinita.

## Biografia

### Istruzione
Lo sceicco Abdullah è nato nel 1975, secondogenito di Hamad e di Sabika bint Ibrahim Al Khalifa.
Si diplomò alla Ibn Khaldoun School nel 1993 e conseguì la laurea in scienze politiche all'American University di Washington nel 1997. Nella stessa disciplina si laureò all'Università di Londra nel 2001.

### Vita privata

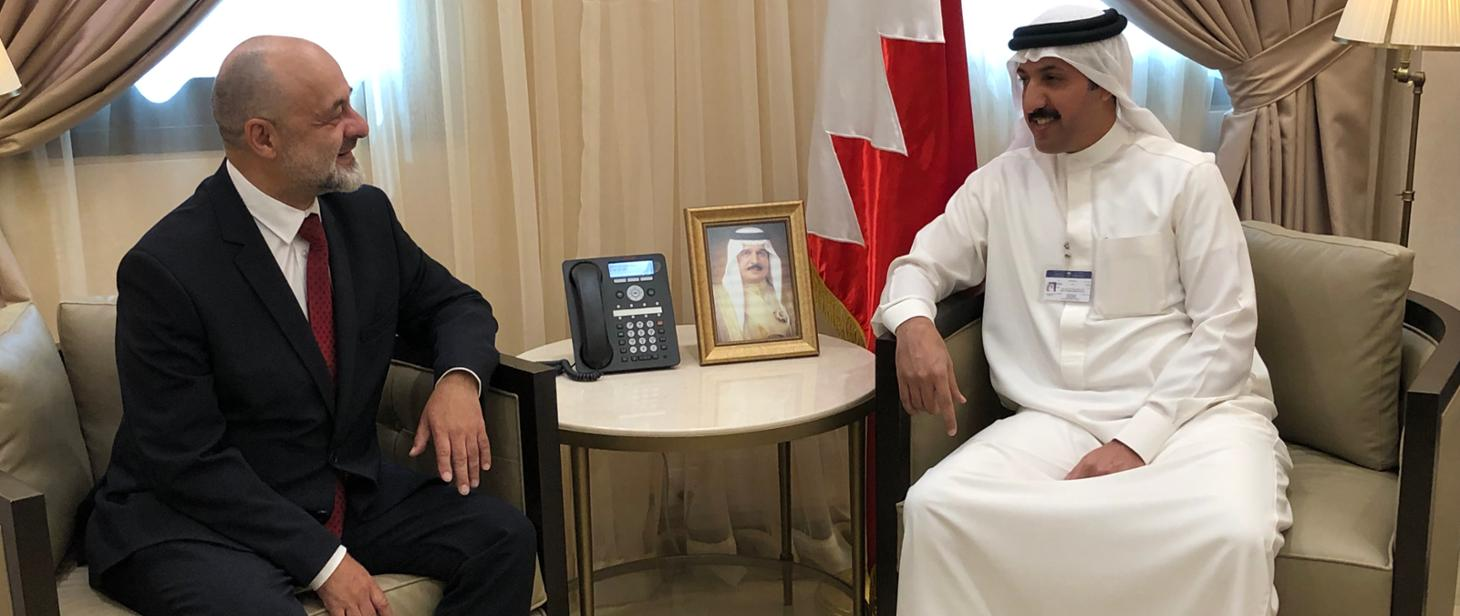
Maciej Lang con Abdullah nel 2019

Ha sposato la cugina Hessa bint Khalifa Al Khalifa, membro del Supreme Council for Women dal 2001 e membro permanente dal 2004.
Nel giugno 2005, dopo il processo a Michael Jackson accusato di aver abusato su un minorenne, Abdullah invitò il cantante a stabilirsi in Bahrein con i suoi figli e il suo staff. Con l'obiettivo di rilanciare la sua carriera, i due accordarono la realizzazione di un album, una rappresentazione teatrale, una canzone di beneficenza per le vittime dell'uragano Katrina e di un'autobiografia del cantante.
Nel novembre 2008, tuttavia, Abdullah gli fece causa per recuperare 4,7 milioni di sterline, sostenendo che Jackson avesse rinnegato l'accordo. Il cantante dichiarò che alcun contratto valido era mai stato stipulato e che tutti i pagamenti per lui effettuati dallo sceicco erano "regali".

## Cariche
Abdullah bin Hamad Al Khalifa ha ricoperto i seguenti ruoli e ha fatto parte dei seguenti organismi:
- Governatore del Governatorato Meridionale;
- Presidente della Commissione Pubblica per la Protezione delle Risorse Marine, dell'Ambiente e della Fauna selvatica;
- Vice Presidente della National Wildlife Preservation Organization;
- Trustee Center for Environment and Development for the Arab Region and Europe (2006-2008).

## Discendenza
Abdullah bin Hamad Al Khalifa ed Hessa bint Khalifa Al Khalifa hanno due figli e due figlie:
- Sceicco Isa (1999);
- Sceicca Noora (2000);
- Sceicco Sulman (2003);
- Sceicca Hessa.

## Titoli e trattamento
- 30 giugno 1975 - attuale: Sua Altezza, lo sceicco Abdullah bin Hamad Al Khalifa

## Ascendenza
|                                 |                                    |                                           | Genitori                                  |  |  | Nonni |  |  | Bisnonni                    |  |  | Trisnonni                |  |
|                                 |                                    |                                           |                                           |  |  |       |  |  | Salman ibn Hamad Al Khalifa |  |  | Hamad ibn Isa Al Khalifa |  |
|                                 |                                    |                                           |                                           |  |  |       |  |  | Salman ibn Hamad Al Khalifa |  |  | Hamad ibn Isa Al Khalifa |  |
|                                 |                                    | Una figlia di Salman bin Duaij Al Khalifa |                                           |  |  |       |  |  | Salman ibn Hamad Al Khalifa |  |  |                          |  |
| Isa bin Salman Al Khalifa       |                                    |                                           |                                           |  |  |       |  |  | Salman ibn Hamad Al Khalifa |  |  |                          |  |
|                                 |                                    | Mouza bint Hamad Al Khalifa               | Hamad bin Isa Al Khalifa                  |  |  |       |  |  |                             |  |  |                          |  |
|                                 |                                    | Mouza bint Hamad Al Khalifa               | Hamad bin Isa Al Khalifa                  |  |  |       |  |  |                             |  |  |                          |  |
|                                 |                                    | Mouza bint Hamad Al Khalifa               | ...                                       |  |  |       |  |  |                             |  |  |                          |  |
| Hamad bin Isa Al Khalifa        |                                    | Mouza bint Hamad Al Khalifa               |                                           |  |  |       |  |  |                             |  |  |                          |  |
|                                 |                                    | Salman bin Ibrahim Al Khalifa             | Hamad bin Abdullah Al Khalifa             |  |  |       |  |  |                             |  |  |                          |  |
|                                 |                                    | Salman bin Ibrahim Al Khalifa             | Hamad bin Abdullah Al Khalifa             |  |  |       |  |  |                             |  |  |                          |  |
|                                 |                                    | Salman bin Ibrahim Al Khalifa             | ...                                       |  |  |       |  |  |                             |  |  |                          |  |
| Hessa bint Salman Al Khalifa    |                                    | Salman bin Ibrahim Al Khalifa             |                                           |  |  |       |  |  |                             |  |  |                          |  |
|                                 |                                    | ...                                       | ...                                       |  |  |       |  |  |                             |  |  |                          |  |
|                                 |                                    | ...                                       | ...                                       |  |  |       |  |  |                             |  |  |                          |  |
|                                 |                                    | ...                                       | ...                                       |  |  |       |  |  |                             |  |  |                          |  |
| Abdullah bin Hamad Al Khalifa   |                                    | ...                                       |                                           |  |  |       |  |  |                             |  |  |                          |  |
|                                 | Muhammad bin Isa Al Khalifa Al Haj | Isa bin Ali Al Khalifa                    |                                           |  |  |       |  |  |                             |  |  |                          |  |
|                                 | Muhammad bin Isa Al Khalifa Al Haj | Isa bin Ali Al Khalifa                    |                                           |  |  |       |  |  |                             |  |  |                          |  |
|                                 | Muhammad bin Isa Al Khalifa Al Haj | Maryam bint Hamad Al Benali               |                                           |  |  |       |  |  |                             |  |  |                          |  |
| Ibrahim bin Muhammad Al Khalifa | Muhammad bin Isa Al Khalifa Al Haj |                                           |                                           |  |  |       |  |  |                             |  |  |                          |  |
|                                 |                                    | Aisha bint Ali Al Zayed                   | Ali bin Jabor Al Zayed                    |  |  |       |  |  |                             |  |  |                          |  |
|                                 |                                    | Aisha bint Ali Al Zayed                   | Ali bin Jabor Al Zayed                    |  |  |       |  |  |                             |  |  |                          |  |
|                                 |                                    | Aisha bint Ali Al Zayed                   | Sabika bint Yasser Al Zayed               |  |  |       |  |  |                             |  |  |                          |  |
| Sabika bint Ibrahim Al Khalifa  |                                    | Aisha bint Ali Al Zayed                   |                                           |  |  |       |  |  |                             |  |  |                          |  |
|                                 |                                    | Salman ibn Hamad Al Khalifa               | Hamad ibn Isa Al Khalifa                  |  |  |       |  |  |                             |  |  |                          |  |
|                                 |                                    | Salman ibn Hamad Al Khalifa               | Hamad ibn Isa Al Khalifa                  |  |  |       |  |  |                             |  |  |                          |  |
|                                 |                                    | Salman ibn Hamad Al Khalifa               | Una figlia di Salman bin Duaij Al Khalifa |  |  |       |  |  |                             |  |  |                          |  |
| Fatima bint Salman Al Khalifa   |                                    | Salman ibn Hamad Al Khalifa               |                                           |  |  |       |  |  |                             |  |  |                          |  |
|                                 |                                    | Mouza bint Hamad Al Khalifa               | Hamad bin Abdullah Al Khalifa             |  |  |       |  |  |                             |  |  |                          |  |
|                                 |                                    | Mouza bint Hamad Al Khalifa               | Hamad bin Abdullah Al Khalifa             |  |  |       |  |  |                             |  |  |                          |  |
|                                 |                                    | Mouza bint Hamad Al Khalifa               | ...                                       |  |  |       |  |  |                             |  |  |                          |  |
|                                 |                                    | Mouza bint Hamad Al Khalifa               |                                           |  |  |       |  |  |                             |  |  |                          |  |